# مجموعه ورزشی آتاناسیو ژیراردوت
مجموعه ورزشی آتاناسیو ژیراردوت (به اسپانیایی: Estadio Atanasio Girardot) یک ورزشگاه فوتبال در کلمبیا است که در مدئین واقع شده‌است.